# Comocrus
Comocrus là một chi bướm đêm thuộc họ Noctuidae.

## Hình ảnh

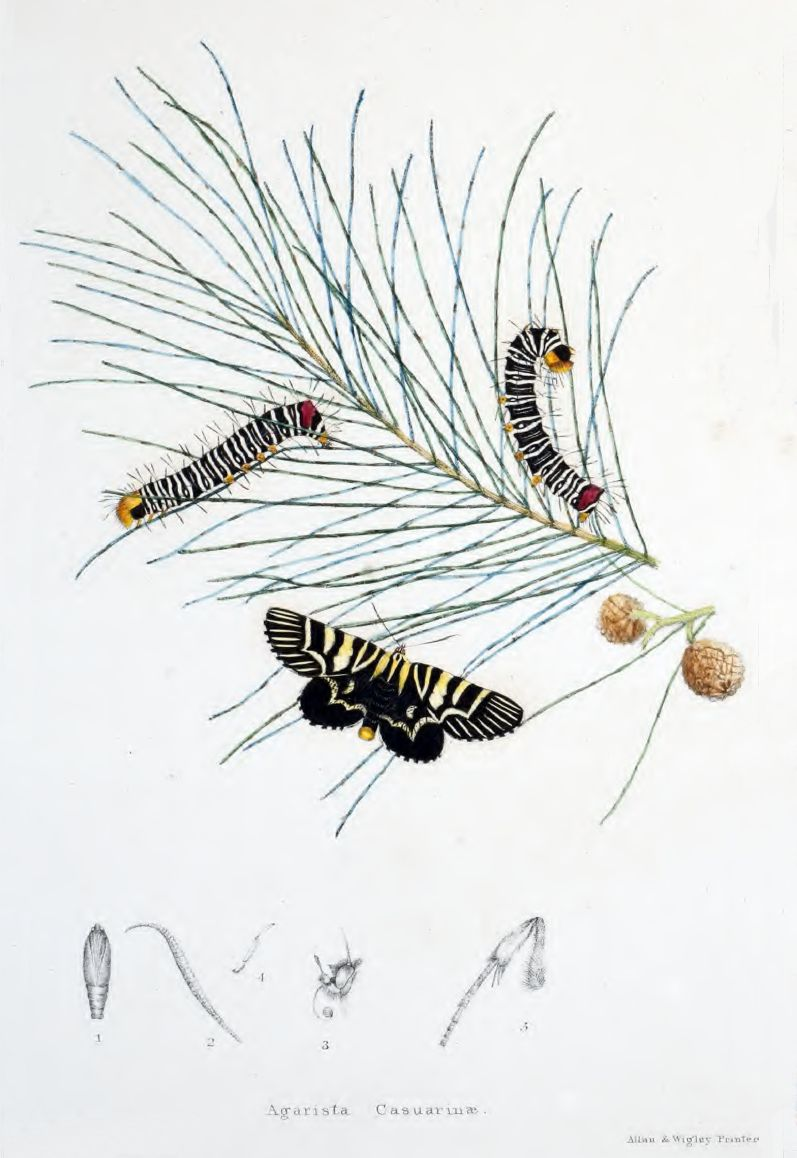

## Các loài
- Comocrus behri (Angas, 1847)